# Bocas del Toro (tỉnh)
9°10′B 82°30′T / 9,167°B 82,5°T

Vị trí của tỉnh Bocas del Toro ở Panama

Bocas del Toro là một tỉnh của Panama, giáp biên giới với hai tỉnh Limón và Puntarenas của Costa Rica. Tỉnh lỵ là thành phố Bocas del Toro, trên hòn đảo Colon. Dân số tỉnh này khoảng 89.300 người. Diện tích tỉnh là 8.745 km² và bao gồm 9 hòn đảo chính.

## Các huyện
| Huyện                   | Thành lập | Diện tích | Đô thị                                                                             | Cabecera        |
| ----------------------- | --------- | --------- | ---------------------------------------------------------------------------------- | --------------- |
| Bocas del Toro (huyện)  | 1855      | 430 km2   | Bocas del Toro, Bastimentos, Cauchero, Punta Laurel và Tierra Oscura               | Bocas del Toro  |
| Changuinola (huyện)     | 1903      | 208 km2   | Changuinola, Almirante, Guabito, Teribe, Valle del Risco, El Empalme và Las Tablas | Changuinola     |
| Chiriquí Grande (huyện) | 1970      | 4005 km2  | Chiriquí Grande, Miramar, Punte Peña, Punta Robalo và Rambala                      | Chiriquí Grande |

## Lịch sử
Christopher Columbus đã khám phá vùng này năm 1502 khi đang tìm lối đi Thái Bình Dương. Tên ban đầu ông đặt cho vùng này là Isla del Drago. Trong thời kỳ thuộc địa, Bocas del Toro thuộc Veraguas. Trong thời kỳ liên hiệp với Colombia, chính quyền lập khu bảo tồn ở đây có tên Bocas del Toro vào năm 1834. Năm 1850, Bocas del Toro trở thành một phần của Chiriqui, sau đó tách ra thành một phần của Colon. Ngày 16 tháng 11 năm 1903, Bocas del Toro được tách khỏi Colon và trở thành tỉnh riêng. Năm 1941, Bocas del Toro được chia thành 2 huyện Bocas del Toro và Crimamola.